# Sanierung (Wirtschaft)
In der Wirtschaft ist Sanierung der Sammelbegriff für alle Maßnahmen innerhalb einer Unternehmenskrise zur Wiederherstellung einer existenzerhaltenden Ertragslage.

## Allgemeines
Der Sanierungsbegriff vereint alle betriebswirtschaftlichen, steuerlichen und rechtlichen Maßnahmen der Problemlösung. Patentrezepte zur Unternehmenssanierung kann es angesichts der Einzigartigkeit und Komplexität der individuellen Situation nicht geben. Die Sanierung und das Sanierungsmanagement kann als Kernkompetenz des Consulting verstanden werden.
Unter Sanierung versteht man die Gesamtheit der Maßnahmen zur Beseitigung der Unternehmenskrise durch nachhaltig wirkende Restrukturierung und Stärkung des Kerngeschäfts. Sie betrifft Schwachstellen in Unternehmenspolitik, Führungserfolg, Führungszielen, Organisation, Produktionstechniken oder Finanzwirtschaft. Eine Sanierung sollte nur dann versucht werden, wenn begründete Aussicht auf Erfolg besteht. 

## Begriffsabgrenzung
Eine Abgrenzung zum Turnaround kann nach der Krisenphase erfolgen, in welcher sich das Unternehmen zu Beginn dieser Maßnahmen befindet: Ist die Krise bereits akut, dann handelt es sich um eine Sanierung, anderenfalls spricht man vom Turnaround.
Auch Restrukturierung wird oft synonym verwendet. Eine Restrukturierung bzw. Reorganisation eines Unternehmens setzt jedoch keine Krise voraus, sondern kann auch im Rahmen des „üblichen“ strategischen Managements erfolgen, um das Unternehmen langfristig gewinnträchtiger zu machen.

## Sanierungsgründe
Es muss eine Unternehmenskrise vorliegen, die sich auf die Existenz eines Unternehmens in vielen Formen auswirken kann. Werden dauerhaft Verluste erwirtschaftet und dadurch das Eigenkapital angegriffen, droht möglicherweise Überschuldung. Diese ist genauso Insolvenzgrund wie Zahlungsunfähigkeit, wenn fällige Verbindlichkeiten im Wesentlichen nicht mehr bedient werden können. Dann sind die eigentlichen Verlustursachen zu ermitteln, die durch verschiedene Sanierungsarten beseitigt werden müssen. Ziel einer Sanierung ist also regelmäßig die dauerhafte Beseitigung von Verlusten und die Rückkehr zu kapitalerhaltenden Gewinnen.

## Sanierungsarten

### Portfoliosanierung
Fokus auf die Strategie:
- Optimierung des Portfolios unter Wertsteigerungsgesichtspunkten (Risiko, Wachstum, Rendite)
- Konzentration auf Kerngeschäftsfelder durch Desinvestition, Schließung, ggf. Spin Out oder Outsourcing
- konsequente Steuerung der Strategischen Geschäftsfelder (SGF) durch Finanz-, Leistungs- und Marktziele.

### Organisatorische Sanierung
Disposition der Konzernarchitektur:
- Optimierung der Aufbauorganisation
- Optimierung der Ablauforganisation im Dialog mit der Planung der Aufbauorganisation
- Optimierung der Systeme, Schnittstellen und soziotechnischen Infrastrukturen.

### Finanzielle Sanierung
- Wertsicherung, -generierung und -Verteilung.
- Absicherung und Erschließung von Finanzierungs- und Kapitalquellen, Zuführung von neuem Eigenkapital durch Eigenfinanzierung (Kapitalerhöhung, Veräußerung von nicht betriebsnotwendigem Vermögen) oder Fremdfinanzierung (Konsolidierung, Schuldenerlass, Stundung, neue Darlehen) oder reine Sanierung (Verrechnung von Rücklagen mit dem Jahresfehlbetrag; das Nominalkapital ändert sich dadurch nicht). Neben diese klassischen finanziellen Sanierungsmaßnahmen ist die moderne Form der Umwandlung von Fremdkapital in Eigenkapital durch den Debt Equity Swap getreten.[2]

### Behavioristische Sanierung
Verhaltensfokus:
- Optimierung der Führungskultur (Macht- und Opportunitätslenkung)
- Verbesserung der Verhaltensmuster und Routinen durch Anreiz- oder Sanktionssysteme sowie symbolische Führung.

## Sanierungsmaßnahmen
Reichen innerbetriebliche Sanierungsmaßnahmen nicht aus, müssen externe Maßnahmen ergriffen werden. Häufig genutzte Sanierungsmaßnahmen erfolgen beim betroffenen Unternehmen in Kooperation mit seinen Gläubigern, insbesondere Kreditinstituten und Lieferanten. Diese können konkret zur Sanierung beitragen, indem sie ihre Forderungen stunden, umschulden oder – als radikalste Maßnahme – darauf im Rahmen eines Schuldenerlasses verzichten. Zudem ist die Bestellung eines externen Sanierungsberaters ratsam.

## Andere Unterteilungen
Die Sanierungsarten können auch anders klassifiziert werden, beispielsweise im engeren und weiteren Sinne:
- Bei einer Sanierung im engeren Sinne werden lediglich finanzwirtschaftliche Maßnahmen durchgeführt, um Überschuldung und/oder Zahlungsunfähigkeit schnell zu beseitigen bzw. abzuwenden.[5]
- Bei einer Sanierung im weiteren Sinne wird hingegen versucht, das angeschlagene Unternehmen durch finanz- und leistungswirtschaftliche Maßnahmen auf eine solide Basis zu stellen, um seine Überlebensfähigkeit längerfristig zu ermöglichen.[5]